# رئيس وزراء لاتفيا
رئيس وزراء لاتفيا هو العضو الأقوى في حكومة لاتفيا، والذي يرأس مجلس الوزراء اللاتفي. يتم ترشيح صاحب المنصب من قبل رئيس لاتفيا، ولكن يجب أن يكون قادرًا على الحصول على دعم الأغلبية البرلمانية في السايما.
تعرض الجداول أدناه جميع رؤساء الوزراء اللاتفيين منذ الفترة الأولى لاستقلال لاتفيا (1918–1940) ومنذ استعادة البلاد لاستقلالها (1990–حتى الآن). من عام 1990 إلى 6 يوليو 1993، كان رئيس الحكومة يُعرف باسم رئيس مجلس الوزراء.
الترجمة المباشرة للمصطلح اللاتفي الرسمي هي رئيس–الوزراء (وزير الرئيس). وعلى الرغم من استخدام المصطلح المعادل له في بعض اللغات الأوروبية، إلا أنه لا يُستخدم تقليديًا في اللغة الإنجليزية.

## القائمة

### 1918–1940
الحزب السياسي:
  ا.م.ل
  مُستقل
  م.ب
  م.د
  ب.أ
  ح.م.م.أ.ص.ج
| #      | الصورة الشخصية | الاسم (الميلاد–الوفاة)                     | مدة توليه المنصب | مدة توليه المنصب                                         | مدة توليه المنصب | الحزب السياسي            | الحزب السياسي                       | مجلس الوزراء | السايما                                                                 |
| #      | الصورة الشخصية | الاسم (الميلاد–الوفاة)                     | تولى منصبه       | ترك المنصب                                               | الأيام           | الحزب السياسي            | الحزب السياسي                       | مجلس الوزراء | السايما                                                                 |
| ------ | -------------- | ------------------------------------------ | ---------------- | -------------------------------------------------------- | ---------------- | ------------------------ | ----------------------------------- | --- | ----------------------------------------------------------------------- |
| 1[1]   |                | كارليس أولمانيس (1877–1942)                | 18 نوفمبر 1918   | 13 يوليو 1919                                            | 944              |                          | اتحاد المزارعين اللاتفيين           | المؤقتة الأولى ا.م.ل – ل.ن.ب – م.د – د.س | مجلس الشعب                                                              |
| 1[1]   | 14 يوليو 1919  | كارليس أولمانيس (1877–1942)                | 8 ديسمبر 1919    | المؤقتة الثانية ا.م.ل – ل.ز.ن.ب انضم إلى م.د في وقت لاحق | 944              |                          | اتحاد المزارعين اللاتفيين           | | مجلس الشعب                                                              |
| 1[1]   | 9 ديسمبر 1919  | كارليس أولمانيس (1877–1942)                | 11 يونيو 1920    | المؤقتة الثالثة ا.م.ل – ل.ز.ن.ب انضم إلى م.د لاحقًا       | 944              |                          | اتحاد المزارعين اللاتفيين           | | مجلس الشعب                                                              |
| 1[1]   | 12 يونيو 1920  | كارليس أولمانيس (1877–1942)                | 18 يونيو 1921    | أولمانيس الأول ا.م.ل – د.س – ل.د.ب خرج م.ب في وقت لاحق   | 944              | الجمعية الدستورية (1920) | اتحاد المزارعين اللاتفيين           | |                                                                         |
| 2      |                | زيجفريدس آنا ميروفيتش (1887–1925)          | 19 يونيو 1921    | 19 يوليو 1922                                            | 587              | الجمعية الدستورية (1920) | اتحاد المزارعين اللاتفيين           | | ميروفيكس الأول ا.م.ل – م.د – م.ب – ل.ت.ب تم الخروج من ل.ت.ب في وقت لاحق |
| 2      | 20 يوليو 1922  | زيجفريدس آنا ميروفيتش (1887–1925)          | 26 يناير 1923    | ميروفيكس الثاني ا.م.ل – م.ب – ل.د.ب                      | 587              | الجمعية الدستورية (1920) | اتحاد المزارعين اللاتفيين           | |                                                                         |
| 3      |                | جانيس بولوكس (1865–1937)                   | 27 يناير 1923    | 27 يونيو 1923                                            | 152              |                          | مُستقل                               | بولوكس ا.م.ل – ل.س.ب.د.س – م.د – ل.ج.س – م.ب | الأول (1922)                                                            |
| (2)    |                | زيجفريدس آنا ميروفيتش (1887–1925)          | 28 يونيو 1923    | 26 يناير 1924                                            | 213              |                          | اتحاد المزارعين اللاتفيين           | ميروفيكس الثالث ا.م.ل – ل.س.ب.د.س – م.د – ل.ج.س – م.ب                                                                                           | الأول (1922)                                                            |
| 4      |                | فولديمارس زامويلس (1872–1948)              | 27 يناير 1924    | 18 ديسمبر 1924                                           | 327              |                          | مُستقل                               | زامويلس ب.ن.س – م.د – ل.ج.س | الأول (1922)                                                            |
| 5      |                | هوغو سيلمينز (1877–1941)                   | 19 ديسمبر 1924   | 23 ديسمبر 1925                                           | 370              |                          | اتحاد المزارعين اللاتفيين           | سيلميش الأول ا.م.ل – م.ب انضم إلى م.ب ول.ج.س لاحقًا                                                                                              | الأول (1922)                                                            |
| (1)    |                | كارليس أولمانيس (1877–1942)                | 24 ديسمبر 1925   | 6 مايو 1926                                              | 134              |                          | اتحاد المزارعين اللاتفيين           | أولمانيس الثاني ا.م.ل – ح.م.م.أ.ص.ج – ل.ج.س – ل.ز.ب انضمت ن.أ لاحقًا                                                                             | الثاني (1925)                                                           |
| 6      |                | أرتورس ألبيرينج (1877–1934)                | 7 مايو 1926      | 18 ديسمبر 1926                                           | 226              |                          | اتحاد المزارعين اللاتفيين           | ألبيرينج ا.م.ل – م.د – ح.م.م.أ.ص.ج – ل.ج.س – ل.ز.ب                                                                                              | الثاني (1925)                                                           |
| 7      |                | مارغيرز سكوجينيكس (1886–1941)              | 19 ديسمبر 1926   | 23 يناير 1928                                            | 401              |                          | المنشفيك                            | سكويينيكس الأول ح.ز.ع.ا.د.ل – م.ب – ل.ب.ب – م.د – ل.ج.س م.د خرج من مجلس الوزراء                                                                 | الثاني (1925)                                                           |
| 8      |                | بيتيريس جوراسيفسكيس (1872–1945)            | 24 يناير 1928    | 30 نوفمبر 1928                                           | 312              |                          | المركز الديمقراطي                   | جوراسيفيسكيس ا.م.ل – م.د – ل.ز.ب – في آر بي / دي بي آر بي                                                                                       | الثاني (1925)                                                           |
| (5)    |                | هوغو سيلمينز (1877–1941)                   | 1 ديسمبر 1928    | 26 مارس 1931                                             | 846              |                          | اتحاد المزارعين اللاتفيين           | سيلميش الثاني ا.م.ل – م.د – ح.م.م.أ.ص.ج – ل.د.ز.أ – LA – كيه إن بي – في آر بي / دي بي آر بي تم الخروج من م.د وكيه إن بي وفي آر بي / دي بي آر بي | الثالث (1928)                                                           |
| (1)    |                | كارليس أولمانيس (1877–1942)                | 27 مارس 1931     | 5 ديسمبر 1931                                            | 254              |                          | اتحاد المزارعين اللاتفيين           | أولمانيس الثالث ا.م.ل – ح.م.م.أ.ص.ج – ل.د.ز.أ – ن.أ – م.ك.ر.أ – ل.ك.ز.ب – ل.ب.ب                                                                 | الثالث (1928)                                                           |
| (7)    |                | مارغيرز سكوجينيكس [الإنجليزية] (1886–1941) | 6 ديسمبر 1931    | 23 مارس 1933                                             | 474              |                          | الجمعية التقدمية للمزارعين الجدد    | سكويينيكس الثاني ب.أ – م.د – ا.م.ل – ل.ز.ب.أ انضم إلى ح.م.م.أ.ص.ج لاحقًا                                                                         | الرابع (1931)                                                           |
| 9      |                | أدولفس بلودنيكس (1889–1962)                | 24 مارس 1933     | 16 مارس 1934                                             | 358              |                          | حزب المزارعين الجدد وصغار المزارعين | بلوزنيكس ح.م.م.أ.ص.ج – ا.م.ل – م.د – ل.ز.ب.أ – ب.أ – ل.ك.ك.ب – ك.د.ب م.ب، ب.أ خرج من مجلس الوزراء                                               | الرابع (1931)                                                           |
| (1)[2] |                | كارليس أولمانيس (1877–1942)                | 17 مارس 1934     | 15 مايو 1934                                             | 2287             |                          | اتحاد المزارعين اللاتفيين           | أولمانيس الرابع ا.م.ل – ك.أ – ل.ك.ك.ب – ل.ب.ب – ك.د.ب                                                                                           | الرابع (1931)                                                           |
| (1)[2] | 15 مايو 1934   | كارليس أولمانيس (1877–1942)                | 19 يونيو 1940    |                                                          | 2287             | مُستقل                    | أولمانيس الخامس مُستقل               | |                                                                         |
| —[3]   |                | أغسطس كيرهينشتاين (1872–1963)              | 20 يونيو 1940    | 25 أغسطس 1940                                            | 66               |                          | مُستقل (مؤيد لحزب الحرية الشيوعي)    | كيرهينشتاين مُستقل – ل.ك.ب |                                                                         |

### 1990–الآن
منذ 4 مايو 1990 بعد اعتماد إعلان استعادة استقلال الجمهورية.
الحزب السياسي:
  ل.ت.ف
  ل.س
  مُستقل
  ت.ب/ل.ن.ن.ك
  ت.ب
  JL
  ل.ز.ب
  ل.ب.ب/ل.س
  ڤ
  ل.ب
  ج.ف
| #    | الصورة الشخصية  | الاسم (الميلاد–الوفاة)         | مدة توليه المنصب | مدة توليه المنصب                                                                                               | مدة توليه المنصب | الحزب السياسي     | الحزب السياسي                         | مجلس الوزراء                                                                                       | السايما                                                            |
| #    | الصورة الشخصية  | الاسم (الميلاد–الوفاة)         | تولى منصبه       | ترك المنصب | الأيام           | الحزب السياسي     | الحزب السياسي                         | مجلس الوزراء                                                                                       | السايما                                                            |
| ---- | --------------- | ------------------------------ | ---------------- | --- | ---------------- | ----------------- | ------------------------------------- | -------------------------------------------------------------------------------------------------- | ------------------------------------------------------------------ |
| 10   |                 | إيفارس غودمانيس (ولد 1951)     | 7 مايو 1990      | 3 أغسطس 1993                                                                                                   | 1136             |                   | الجبهة الشعبية في لاتفيا              | جودمانيس الأول ل.ت.ف انضم إلى إل.سي في وقت لاحق                                                    | إس سي (1990)                                                       |
| 11   |                 | فالديس بيركافس (ولد 1942)      | 3 أغسطس 1993     | 15 سبتمبر 1994                                                                                                 | 408              |                   | الطريقة اللاتفية                      | بيركافس إل.سي – ا.م.ل – ل.ز.ب                                                                      | الخامس (1993)                                                      |
| 12   |                 | ماريس جايليس (ولد 1951)        | 15 سبتمبر 1994   | 21 ديسمبر 1995                                                                                                 | 462              |                   | الطريقة اللاتفية                      | جايليس إل.سي – ت.ب.أ – ا.م.ل – ل.ز.ب انضم إلى تي بي لاحقًا وخرج من مجلس الوزراء                     | الخامس (1993)                                                      |
| 13   |                 | أندريس سكيلي (ولد 1958)        | 21 ديسمبر 1995   | 13 فبراير 1997                                                                                                 | 595              |                   | مُستقل                                 | سكيله الأول دي بي إس – ت.ب – إل.سي – ل.ن.ن.ك – ا.م.ل – ل.ز.ب – ل.ف.ب                               | السادس (1995)                                                      |
| 13   | 13 فبراير 1997  | أندريس سكيلي (ولد 1958)        | 7 أغسطس 1997     | سكيله الثاني دي بي إس – ت.ب – إل.سي – ل.ن.ن.ك – ا.م.ل – ل.ز.ب انضم إلى ك.د.س في وقت لاحق                       | 595              |                   | مُستقل                                 | | السادس (1995)                                                      |
| 14   |                 | جونتارس كراستس (ولد 1957)      | 7 أغسطس 1997     | 26 نوفمبر 1998                                                                                                 | 476              |                   | من أجل الوطن والحرية/ل.ن.ن.ك          | كراستس ت.ب/ل.ن.ن.ك – إل.سي – ا.م.ل – ل.ز.ب – د.ب.س – ك.ت.ب خرج دي بي إس وكيه تي بي من مجلس الوزراء | السادس (1995)                                                      |
| 15   |                 | فيليس كريستوبانس (ولد 1954)    | 26 نوفمبر 1998   | 16 يوليو 1999                                                                                                  | 232              |                   | الطريقة اللاتفية                      | كريستوبانس إل.سي – ت.ب/ل.ن.ن.ك – ج.ب انضم لاحقاً إلى ح.ز.ع.ا.د.ل                                    | السابع (1998)                                                      |
| (13) |                 | أندريس سكيلي (ولد 1958)        | 16 يوليو 1999    | 5 مايو 2000 | 294              |                   | حزب الشعب                             | سكيله الثالث ت.ب – إل.سي – ت.ب/ل.ن.ن.ك                                                             | السابع (1998)                                                      |
| 16   |                 | أندريس بيرزينش (ولد 1951)      | 5 مايو 2000      | 7 نوفمبر 2002                                                                                                  | 916              |                   | الطريقة اللاتفية                      | بيرزينش إل.سي – ت.ب – ت.ب/ل.ن.ن.ك – ج.ب                                                            | السابع (1998)                                                      |
| 17   |                 | إينارس ريبشي (ولد 1961)        | 7 نوفمبر 2002    | 9 مارس 2004 | 488              |                   | حزب العصر الجديد                      | ريبشي جيه.إل – ت.ب/ل.ن.ن.ك – ا.م.ل – ل.ب.ب – ل.ز.ب حزب الشعب الليبرالي خرج من الحكومة              | الثامن (2002)                                                      |
| 18   |                 | إندوليس إمسيس (ولد 1952)       | 9 مارس 2004      | 2 ديسمبر 2004                                                                                                  | 268              |                   | الحزب الأخضر اللاتفي                  | إمسيس ت.ب – ل.ب.ب – ا.م.ل – ل.ز.ب                                                                  | الثامن (2002)                                                      |
| 19   |                 | إيغارس كالفيتيس (ولد 1966)     | 2 ديسمبر 2004    | 7 نوفمبر 2006                                                                                                  | 1113             |                   | حزب الشعب                             | كالفيتيس الأول ت.ب – جيه.إل – ا.م.ل – ل.ب.ب – ل.ز.ب جيه.إل خرج من مجلس الوزراء                     | الثامن (2002)                                                      |
| 19   | 7 نوفمبر 2006   | إيغارس كالفيتيس (ولد 1966)     | 20 ديسمبر 2007   | كالفيتيس الثاني ت.ب – ا.م.ل – ل.ب.ب – ت.ب/ل.ن.ن.ك – ل.ز.ب – إل.سي                                              | 1113             | التاسع (2006)     | حزب الشعب                             | |                                                                    |
| (10) |                 | إيفارس غودمانيس (ولد 1951)     | 20 ديسمبر 2007   | 12 مارس 2009                                                                                                   | 448              | التاسع (2006)     |                                       | الحزب الأول في لاتفيا/الطريقة اللاتفية                                                             | جودمانيس الثاني ل.ب.ب/إل.سي – ت.ب – ا.م.ل – ت.ب/ل.ن.ن.ك – ل.ز.ب    |
| 20   |                 | فالديس دومبروفسكيس (ولد 1971)  | 12 مارس 2009     | 3 نوفمبر 2010                                                                                                  | 1777             | التاسع (2006)     |                                       | حزب العصر الجديد                                                                                   | دومبروفسكيس الأول جيه.إل – ت.ب – ت.ب/ل.ن.ن.ك – ا.م.ل – ل.ز.ب – ب.س |
| 20   | 3 نوفمبر 2010   | فالديس دومبروفسكيس (ولد 1971)  | 25 October 2011  | دومبروفسكيس الثاني جيه.إل – ب.س – إس.س.ب – ا.م.ل – ل.ز.ب – ل.ب تم استبدال جيه.إل وب.س وإس.س.ب ول.ب لاحقًا بـ ڤي | 1777             | العاشر (2010)     |                                       | حزب العصر الجديد                                                                                   |                                                                    |
| 20   | 25 October 2011 | فالديس دومبروفسكيس (ولد 1971)  | 22 يناير 2014    | | 1777             | الوحدة            | دومبروفسكيس الثالث ڤ – زي آر بي – ن.أ | الحادي عشر (2011)                                                                                  |                                                                    |
| 21   |                 | لايمدوتا ستراويوما (ولدت 1951) | 22 يناير 2014    | 5 نوفمبر 2014                                                                                                  | 750              | الوحدة            |                                       | الحادي عشر (2011)                                                                                  | ستروجوما الأول ڤ – ر.ب – ن.أ – ا.م.ل – ل.ز.ب                       |
| 21   | 5 نوفمبر 2014   | لايمدوتا ستراويوما (ولدت 1951) | 11 فبراير 2016   | ستروجوما الثاني ڤ – ن.أ – ا.م.ل – ل.ز.ب – ل.يو.ف – ل.ب                                                         | 750              | الوحدة            | الثاني عشر (2014)                     | |                                                                    |
| 22   |                 | ماريس كوتشينسكيس (ولد 1961)    | 11 فبراير 2016   | 23 يناير 2019                                                                                                  | 1077             |                   | الثاني عشر (2014)                     | حفل لييبايا                                                                                        | كوتشينسكيس ڤ – ن.أ – ا.م.ل – ل.ز.ب – ل.يو.ف – ل.ب                  |
| 23   |                 | Krišjānis Kariņš (ولد 1964)    | 23 يناير 2019    | 14 ديسمبر 2022                                                                                                 | 1696             |                   | الوحدة الجديدة                        | كارينش الأول ج.ف – ج.ك.ب – كيه بي في إل في – أ/ب! – ن.أ خروج ك.ب.ف. ل.ف من مجلس الوزراء            | الثالث عشر (2018)                                                  |
| 23   | 14 ديسمبر 2022  | Krišjānis Kariņš (ولد 1964)    | 15 سبتمبر 2023   | كارينش الثاني ج.ف – ن.أ – أ.س                                                                                  | 1696             | الرابع عشر (2022) | الوحدة الجديدة                        | |                                                                    |
| 24   |                 | إيفيكا سيلينا (ولدت 1975)      | 15 سبتمبر 2023   | شاغل المنصب | 652              | الرابع عشر (2022) | الوحدة الجديدة                        | | سيلينا ج.ف – ز.ز.س – ب.ر.و                                         |

## الإحصائيات
| #  | رئيس الوزراء                   | تاريخ الميلاد  | العمر عند الصعود (الفترة الأولى) | الوقت في المنصب (المجموع) | السن عند التقاعد (الفترة الأخيرة) | تاريخ الوفاة   | طول العمر                           |
| -- | ------------------------------ | -------------- | -------------------------------- | ------------------------- | --------------------------------- | -------------- | ----------------------------------- |
| 1  | كارليس أولمانيس                | 4 سبتمبر 1877  | 41 سنة 75 أيام                   | 9 سنة 334 أيام            | 62 سنة 287 أيام                   | 20 سبتمبر 1942 | 65 سنة 16 يوم                       |
| 2  | زيجفريدس ميروفيتش              | 6 فبراير 1887  | 34 سنة 133 أيام                  | 2 سنة 70 أيام             | 36 سنة 354 أيام                   | 22 أغسطس 1925  | 38 سنة 197 أيام                     |
| 3  | جانيس باوكس                    | 12 نوفمبر 1865 | 57 سنة 76 أيام                   | 152 أيام                  | 57 سنة 228 أيام                   | 21 يونيو 1937  | 71 سنة 221 أيام                     |
| 4  | فولديمارس زامويلز              | 22 مايو 1872   | 51 سنة 250 أيام                  | 327 أيام                  | 52 سنة 210 أيام                   | 25 سبتمبر 1944 | 75 سنة 239 أيام                     |
| 5  | هوغو سيلمينز                   | 30 أكتوبر 1877 | 47 سنة 50 أيام                   | 3 سنة 121 أيام            | 53 سنة 147 أيام                   | 30 يوليو 1941  | 63 سنة 273 أيام                     |
| 6  | ارتور ألبرينجس                 | 8 يناير 1876   | 50 سنة 119 أيام                  | 226 أيام                  | 50 سنة 345 أيام                   | 26 أبريل 1934  | 58 سنة 108 أيام                     |
| 7  | مارغيرز سكوجينيكس [الإنجليزية] | 22 يونيو 1886  | 40 سنة 180 أيام                  | 2 سنة 145 أيام            | 46 سنة 274 أيام                   | 12 يوليو 1941  | 55 سنة 20 أيام                      |
| 8  | بيتريس جوراسيفسكيس             | 23 مارس 1872   | 55 سنة 307 أيام                  | 312 أيام                  | 56 سنة 252 أيام                   | 10 يناير 1945  | 72 سنة 293 أيام                     |
| 9  | أدولفز بودنيكس                 | 24 يوليو 1889  | 43 سنة 243 أيام                  | 358 أيام                  | 44 سنة 235 أيام                   | 21 مارس 1962   | 72 سنة 240 يوم                      |
| —  | أغسطس كيرهينشتاين [3]          | 18 سبتمبر 1872 | 67 سنة 276 أيام                  | 66 أيام                   | 67 سنة 342 أيام                   | 11 نوفمبر 1963 | 91 سنة 46 أيام                      |
| 10 | إيفارس غودمانيس                | 27 نوفمبر 1951 | 38 سنة 161 أيام                  | 4 سنة 124 أيام            | 57 سنة 105 أيام                   | على قيد الحياة | 73 سنوات و213 أيام (على قيد الحياة) |
| 11 | فالديس بيركافس                 | 28 يوليو 1942  | 51 سنة 6 أيام                    | 1 سنة 43 أيام             | 52 سنة 49 أيام                    | على قيد الحياة | 82 سنوات و335 أيام (على قيد الحياة) |
| 12 | ماريس جيليس                    | 9 يوليو 1951   | 43 سنة 37 أيام                   | 1 سنة 97 أيام             | 44 سنة 165 أيام                   | على قيد الحياة | 73 سنوات و354 أيام (على قيد الحياة) |
| 13 | أندريس شيله                    | 16 يناير 1958  | 37 سنة 339 أيام                  | 2 سنة 159 أيام            | 42 سنة 110 أيام                   | على قيد الحياة | 67 سنوات و163 أيام (على قيد الحياة) |
| 14 | جونتارز كرستس                  | 16 أكتوبر 1957 | 39 سنة 295 أيام                  | 1 سنة 111 أيام            | 41 سنة 51 أيام                    | على قيد الحياة | 67 سنوات و255 أيام (على قيد الحياة) |
| 15 | فيليس كريستوبانس               | 13 يونيو 1954  | 44 سنة 166 أيام                  | 232 أيام                  | 45 سنة 33 أيام                    | على قيد الحياة | 71 سنوات و15 أيام (على قيد الحياة)  |
| 16 | أندريس بيرزينس                 | 4 أغسطس 1951   | 48 سنة 275 أيام                  | 2 سنة 186 أيام            | 51 سنة 95 أيام                    | على قيد الحياة | 73 سنوات و328 أيام (على قيد الحياة) |
| 17 | اينارس ريبسي                   | 9 ديسمبر 1961  | 40 سنة 333 أيام                  | 1 سنة 123 أيام            | 42 سنة 91 أيام                    | على قيد الحياة | 63 سنوات و201 أيام (على قيد الحياة) |
| 18 | إندوليس إمسيس                  | 2 يناير 1952   | 52 سنة 67 أيام                   | 268 أيام                  | 52 سنة 335 أيام                   | على قيد الحياة | 73 سنوات و177 أيام (على قيد الحياة) |
| 19 | إيغارس كالفيتيس                | 27 يونيو 1966  | 38 سنة 158 أيام                  | 3 سنة 18 أيام             | 42 سنة 91 أيام                    | على قيد الحياة | 59 سنوات و1 يوم (على قيد الحياة)    |
| 20 | فالديس دومبروفسكيس             | 5 أغسطس 1971   | 37 سنة 219 أيام                  | 4 سنة 316 أيام            | 42 سنة 170 أيام                   | على قيد الحياة | 53 سنوات و327 أيام (على قيد الحياة) |
| 21 | لايمدوتا ستراويوما             | 24 فبراير 1951 | 62 سنة 332 أيام                  | 2 سنة 20 أيام             | 64 سنة 352 أيام                   | على قيد الحياة | 74 سنوات و124 أيام (على قيد الحياة) |
| 22 | ماريس كوتشينسكيس               | 28 نوفمبر 1961 | 54 سنة 75 أيام                   | 2 سنة 345 أيام            | 57 سنة 56 أيام                    | على قيد الحياة | 63 سنوات و212 أيام (على قيد الحياة) |
| 23 | Krišjānis Kariņš               | 13 ديسمبر 1964 | 54 سنة 41 أيام                   | 4 سنة 235 أيام            | 58 سنة 276 أيام                   | على قيد الحياة | 60 سنوات و197 أيام (على قيد الحياة) |
| 24 | إيفيكا سيلينا                  | 3 أغسطس 1975   | 48 سنة 43 أيام                   | 652 أيام                  |                                   | على قيد الحياة | 49 سنوات و329 أيام (على قيد الحياة) |

الملاحظات
1  خلال حرب الاستقلال 1918–1920، تنافست على حكم لاتفيا حكومتان أخريان: حكومة جمهورية لاتفيا الاشتراكية السوفيتية، بقيادة بيتريس ستوتشكا، وحكومة أندريفس نيدرا، بدعم من الألمان البلطيقيين. قد تسرد بعض المصادر ستوتشكا ونيدرا كرئيسين للوزراء في فترات سيطرت فيها حكومتاهما على معظم لاتفيا.
2  |في 15 مايو 1934، حل رئيس الوزراء أولمانيس البرلمان وحظر جميع الأحزاب السياسية (بما في ذلك اتحاد المزارعين الخاص به)، مما أدى إلى تأسيس حكم استبدادي.
3  زعيم دمية تم تعيينه من قبل السلطات السوفيتية. لم يتم الاعتراف به بصفته زعيمًا من قبل الحكومة اللاتفية.

## وصلات خارجية
- القائمة الرسمية من مجلس الوزراء اللاتفي